# Må Guds fred og velsignelser være med ham (Islam)
Den arabiske sætning "Sallallahu alaihi wasallam" betyder "Må Guds fred og velsignelser være med ham". Dette er en sætning, som troende bruger, efter at have sagt en af profeternes navne.
Sætningen kan forkortes bl.a. som:
- Saws
- Saw
- Sas
- Saaws